# ナショナル交通

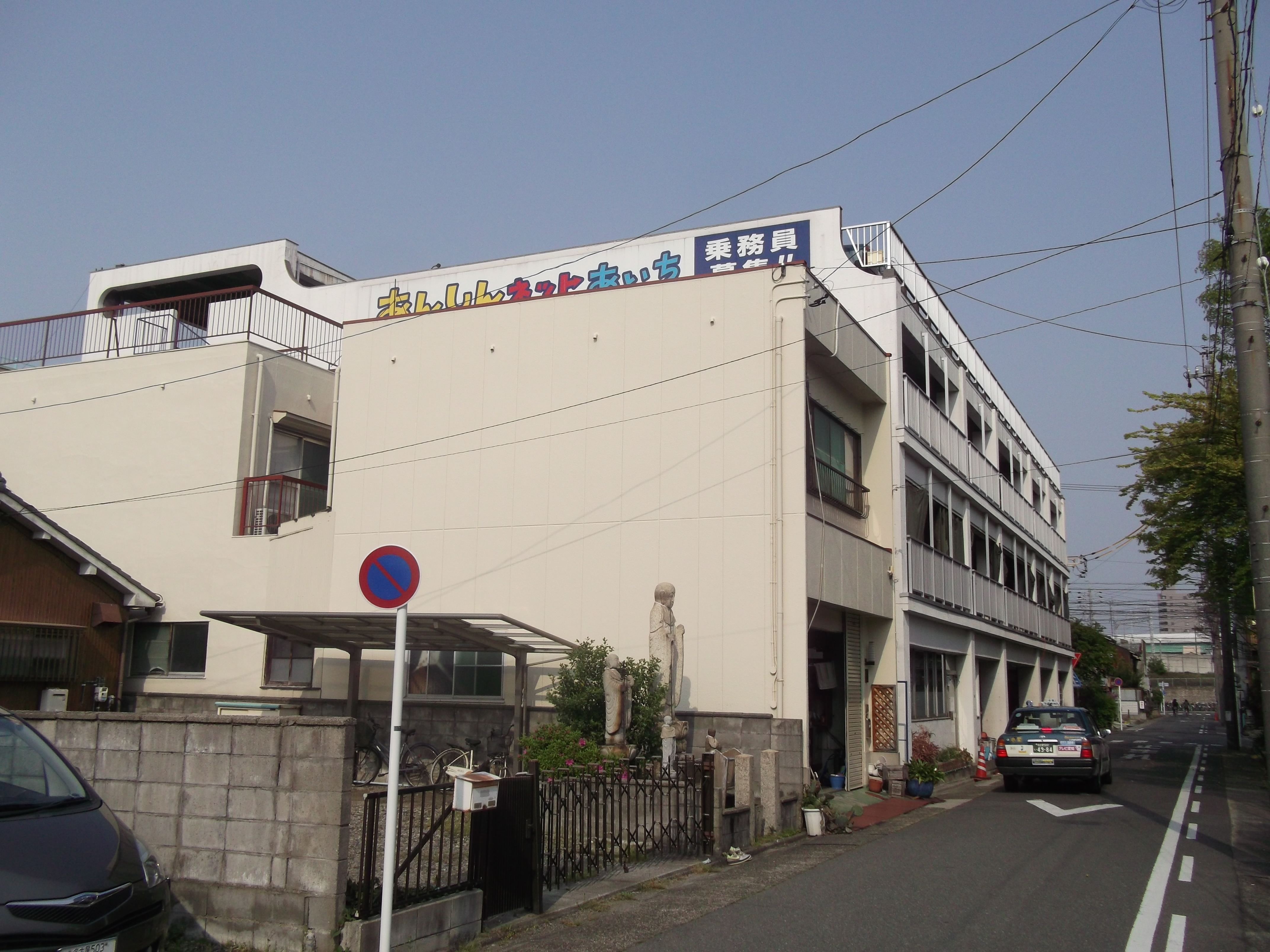
本社（2014年4月）

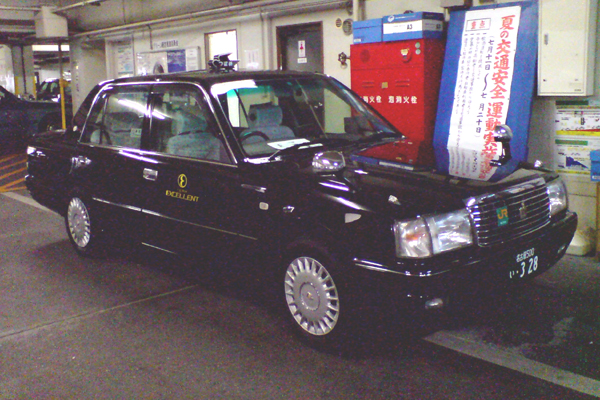
チームエクセレント専用車両

ナショナル交通（ナショナルこうつう）は、かつて愛知県名古屋市中川区4丁目に本社を置いていた、つばめタクシーグループに属するタクシー事業者。また、同グループが展開する介護事業を行う5社のうちの1社でもあった。
2010年10月1日にあんしんネットあいちへ合併された。合併後は旧ナショナル交通の本社社屋がそのまま、あんしんネットあいちの本社となった。
なお、社名「ナショナル」のロゴが、パナソニックがかつて使用していたナショ文字による「ナショナル」ロゴに類似するが、パナソニック株式会社（旧：松下電器産業）とは一切関係ない。

## 営業所
- 本社営業所 : 愛知県名古屋市中川区尾頭橋4丁目10番7号北緯35度8分51.4秒 東経136度53分19.9秒 / 北緯35.147611度 東経136.888861度座標: 北緯35度8分51.4秒 東経136度53分19.9秒 / 北緯35.147611度 東経136.888861度
- 新瑞営業所 : 愛知県名古屋市瑞穂区松園町1丁目30番地北緯35度7分9.7秒 東経136度56分33秒 / 北緯35.119361度 東経136.94250度

## 介護事業における担当エリア
- 中川区の一部 - 残りはあんしんネット21が担当
- 中区の一部
- 昭和区
- 瑞穂区
- 熱田区
- 港区の一部 - 木場町、竜宮町、東築地町以外の堀川以東はあんしんネットなごやも担当。その他はあんしんネット21も一部担当。
- 南区の一部 - 残りはあんしんネットなごやが担当。